# Lough Key

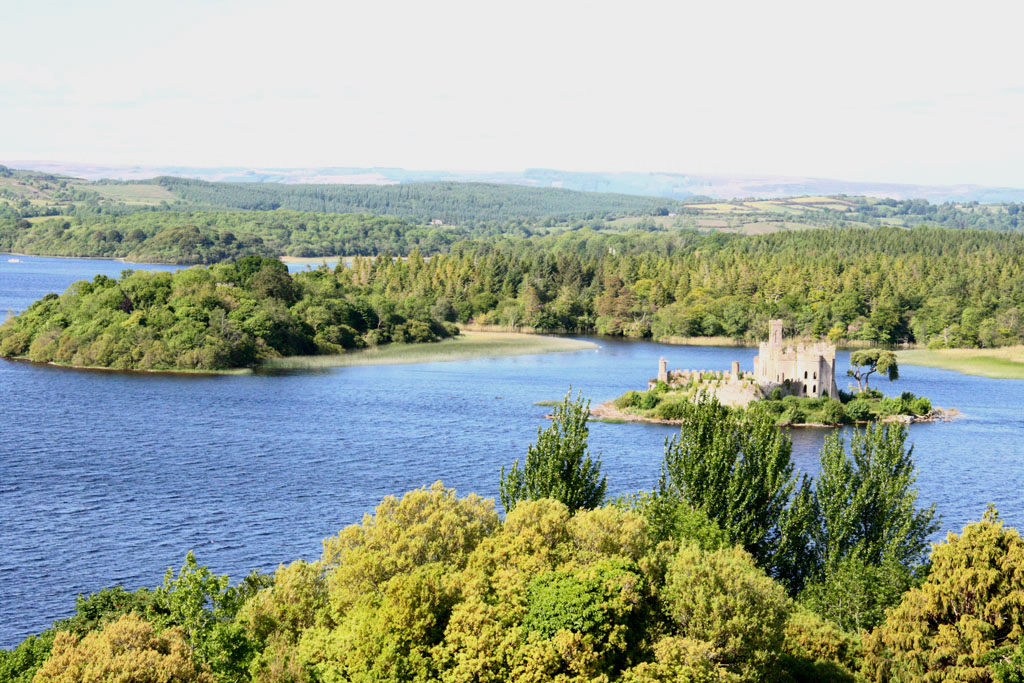
Jezero Lough Key a ostrov Castle Island.

Lough Key (irsky Loch Cé) je jezero v Irsku, na severozápadě hrabství Roscommon, severovýchodně od města Boyle. Podle legendy je pojmenováno podle druida jménem Cé, který na útěku z boje přišel na kvetoucí planinu, kde zemřel. Při kopání jeho hrobu vzniklo jezero, které zalilo celou pláň.

## Geografie
Jezero je 5 kilometrů dlouhé, 3 km široké a 22 m hluboké. Pokrývá rozlohu 8,4 km². Na jezeře je 32 ostrovů, na jednom z nich (Castle Island) stojí McDermott’s Castle, hrad, patřící kdysi králi Mac Diarmadovi.
Jezero leží v povodí řeky Shannon a protéká jím řeka Boyle, která se později vlévá do řeky Shannon.

## Okolí
Jezero leží v blízkosti starobylého města Boyle. Jižně od jezera se rozkládá lesnatá rekreační oblast Lough Key Forrest Park.
Jezero leží v oblasti, která je svázána se středověkou irskou literaturou a legendami. Okolo roku 1000 byla sepsána Kronika Boyle (Annals of Boyle), na kterou navázala Kronika Loch Key (Annals of Loch Key).